# 大阪市立西中島小学校
大阪市立西中島小学校（おおさかしりつ にしなかじましょうがっこう）は、大阪府大阪市淀川区にある公立小学校。

## 沿革
1927年に大阪市啓発第一尋常小学校（現在の大阪市立啓発小学校）の南方分校として設置されたことに始まる。1934年に独立校となり、大阪市南方尋常小学校として設置された。
国民学校令により、1941年には大阪市南方国民学校に改称している。
太平洋戦争の戦局悪化により、政府は1944年、大阪市を含む大都市の国民学校初等科児童を学童疎開させる方針を決定した。疎開は縁故を原則としたが、縁故疎開に頼らない児童は学校単位で集団疎開を実施することになった。大阪市では国の方針を受けて学童疎開を具体化し、当時の22行政区各区ごとに集団疎開先の府県を指定した。当時の東淀川区（現在の淀川区の区域も含む）では大阪府北部への学童集団疎開が割り当てられ、南方国民学校の児童は三島郡阿武野村（現在の高槻市）へと疎開を実施している。
1947年には学制改革により、大阪市立南方小学校と称した。1960年には現在の校名・大阪市立西中島小学校へと改称している。
かつては東淀川区西中島町7丁目（現在の淀川区西中島5丁目14番付近、新大阪駅南方約300mの新御堂筋付近）に校舎があったが、1965年に旧大阪市立十三中学校分校跡の現在地に移転している。旧敷地付近には、「西中島（南方）小学校跡地の記念碑」が建設されている。
1982年には大阪市立宮原小学校が新設開校したことに伴い、従来の校区の一部を宮原小学校校区へと変更している。

### 年表
- 1927年4月 - 大阪市啓発第一尋常小学校南方分校として授業開始。
- 1934年4月 - 大阪市南方尋常小学校として独立開校。
- 1941年4月1日 - 国民学校令により、大阪市南方国民学校に改称。
- 1944年 - 三島郡阿武野村（現在の高槻市）に学童疎開。
- 1946年 - 戦災被害のため、大阪市啓発国民学校（現在の大阪市立啓発小学校）を合併[4]。
- 1947年4月1日 - 学制改革により、大阪市立南方小学校に改称。
- 1949年4月1日 - 大阪市立啓発小学校が独立・再開校[4]。
- 1960年4月 - 大阪市立西中島小学校に改称。
- 1965年 - 現在地に移転。
- 1982年4月1日 - 従来の校区の一部を、新設の大阪市立宮原小学校校区へ分離。

## 通学区域
- 大阪市淀川区 西中島1丁目-7丁目。

卒業生は大阪市立十三中学校に進学する。

## 交通
- 東海道本線（JR京都線）、東海道・山陽新幹線、おおさか東線、Osaka Metro御堂筋線 新大阪駅 西へ約400m。
- 阪急京都本線 南方駅・Osaka Metro御堂筋線 西中島南方駅 北西へ約700m。